# Stadtwerke Straubing
Die Stadtwerke Straubing GmbH ist ein deutsches Kommunalunternehmen der Energiewirtschaft und betreibt Strom-, Gas- und Wärmeversorgung sowie den ÖPNV in der Stadt Straubing und das Schwimmbad AquaTHERM. Alleiniger Gesellschafter ist die Stadt Straubing. Im Geschäftsjahr 2015 wurden mit durchschnittlich 75 Beschäftigten Umsatzerlöse von 9,43 Millionen Euro erzielt bei einem Jahresüberschuss von 3,2 Millionen Euro. Zur Konzernbelegschaft gehören im Jahr 2017 158 Mitarbeiter.

## Beteiligungen

### Kraftwerk am Höllenstein

Aktie der Kraftwerk am Höllenstein AG

Die Stadtwerke Straubing halten 88,92 % der gemeinsam mit der Bayernwerk AG geführten Kraftwerk am Höllenstein AG, die am 23. Juli 1923 in Straubing gegründet wurde und der die zwei Wasserkraftwerke Kraftwerk Pulling und Kraftwerk Höllenstein gehören.

### Stadtwerke Straubing Strom und Gas
Die Geschäftsfelder Strom und Gas werden im Versorgungsgebiet von der Stadtwerke Straubing Strom und Gas GmbH betrieben, an der die Stadtwerke zu 80,1 % beteiligt sind. Die restlichen 19,9 % liegen bei der Bayernwerk AG. Im Geschäftsjahr 2015 betrugen die Umsatzerlöse 65 Millionen Euro.
In dem Stromnetz bestehend aus 187 Kilometern Mittelspannungskabel und 1100 Kilometer Niederspannungskabel werden 56.924 Einwohner auf einer geographischen Fläche von knapp 194 Quadratkilometer
versorgt. (Stand 2015)
Das knapp 200 Kilometer umfassende Gasnetz besteht nahezu ausschließlich aus Mittel- und Niederdruckleitungen, lediglich 4 % sind Hochdruckleitungen. Versorgt werden die Kernstadt Straubing und die Stadtteile Kagers, Gstütt, Alburg und Ittling sowie das Industriegebiet Straubing Sand. Vorgelagerter Netzbetreiber ist ausschließlich die Energienetze Bayern GmbH. (Stand 2016)